# 君待てども
『君待てども』（きみまてども）は、東海テレビ制作・フジテレビ系列で、1974年8月5日から10月18日に放送された昼ドラマである。

## 概要
作詞・作曲家の東辰三による歌曲「君待てども」をイメージベースとして作られた。戦時中に非業の死を遂げた女性の霊がおりなす事件を描く。
円谷プロダクションによる昼ドラマの第1作でもある。当時のオカルトブームも意識され、幽霊や吸血描写などに円谷プロが得意とする特撮での恐怖描写が用いられた。

## キャスト
- 杉はるひ：三浦真弓
- 伊吹武夫：明石勤
- 山本正：小川真司
- 伊吹光子：楠田薫
- 伊吹良子：菅沢恵美子
- 西条公子：井上れい子
- 中井夏子：高樹蓉子
- 加崎老人：河村憲一郎
- 加崎夫人：平井岐代子
- 加崎道子（白い影）：小木日美

## スタッフ
- 企画：出原弘之（東海テレビ）
- プロデューサー：淡豊昭、伊藤久夫
- 監督：山際永三、岡村精
- 脚本：石堂淑朗、竹内勇太郎
- 音楽：冬木透
- 撮影：町田敏行
- 美術：池谷仙克
- 照明：鎌田靖男
- 編集：小林熙昌
- 助監督：中島俊彦
- ナレーター：岸田今日子
- 制作：東海テレビ、円谷プロダクション

## あらすじ
その日、杉はるひは幸福の絶頂にいた。
兄のように慕う従兄の伊吹武夫と、彼の親戚ではるひの婚約者・山本正の三人で、鎌倉の海岸近くの神社を訪れていた。だが、その神社に奉納してあった絵馬に書かれていた花嫁＝加崎道子の亡霊が、はるひに乗り移ってしまう。戦争で死に別れた道子の婚約者が、武夫に瓜二つだったからだ。倒れていたはるひを救う二人。
その日以来、夜毎、はるひを襲う絵馬の花嫁の霊。いつの間にか、その幻想とも夢現ともつかない“モノ”に引き寄せられ、再び絵馬の前に来ていたはるひ。そこで、謎の老夫婦に会う。彼らはあの絵馬のモデル・加崎道子の両親だったのだ。はるひは二人から、正との結婚式に使ってくれと、ウエディングドレスを渡される。それも霊のなせる業か彼女は武夫を求める道子に乗り移られた自分と、誠実な正を慕う“本当の自分”とのせめぎあいに苦しんでいった。
　
ある日、同僚・夏子の怪我で、血をなめたはるひは、その血を“美味しい”と感じたばかりか、その日の朝からの気だるさが遠のくのを知り、慄然とする。
そして遂に、正との結婚式の当日。式の途中で、はるひは突然倒れ、式は中途半端な形となってしまった。加崎道子の霊が中断させたのだ。夫・正の誠意と、霊・道子が求める従兄・武夫への愛に挟まれて悩むはるひ。
幸福であるはずの新婚生活も、はるひの行動で、正の不安は募るばかりであった。はるひは買い物の途中、ある慰霊碑に遭遇。その慰霊碑こそ、“絵馬”の花嫁、加崎道子のものであった。霊に乗り移られたはるひの告白を聞いた武夫は、正のためを思い、見合いをした西條公子との結婚を決める。
だが、祝福されるべき武夫と公子の挙式当日、はるひに乗り移った霊は恐ろしい憎悪となって現れた。そして式後、ホテルでくつろぐ二人を訪ねるはるひ。事情を知らず悩む公子に、武夫は、今までの事を包み隠さず話す。正も遂に、はるひを精神病院に入れる決心をする。
はるひは霊の命ずるままに動き、同僚・中井夏子の血を吸い続ける。以来、夏子ははるひを慕い続け、ついには自殺に追い込まれる。精神科医、降霊術師も、はるひに取り憑いた霊には無力であった。たまりかねた正は、武夫に、「はるひを抱いてやってくれ」と言う。
はるひの望むままに海辺へやってきた武夫。その眼前で、道子の父が死に、その霊がはるひに迫る。道子の霊をあの世に連れ戻そうというわけだ。一旦、父の霊は娘の霊に勝ったかのように見えたが、道子の霊が最終的に打ち勝つ。救いの道は、武夫がはるひを抱くことだけなのか。武夫の協力によって、30年来の思いを遂げる道子。そしてはるひは解放される。正と別荘に滞在する正気のはるひ。
また武夫も公子と平穏な生活に。公子は自分の妊娠を武夫に告げる。それを知り、再び道子の霊が出現。武夫と関係を重ねるうち、武夫にも“阿部慎二（道子の戦争で死んだ婚約者）”の霊が乗り移る。
武夫の母・光子は、伊吹家を守るため、武夫とはるひの結婚式を装い、はるひを殺そうとする。が、計画通り進まず、やはり血を吸われてはるひの虜となってしまった武夫の妹・良子のために、逆に光子は命を落としてしまった。
そして、遂に道子は霊の求めるままに、武夫とはるひの姿で、海の底へと消えていった・・・。